# サンダーロード
『サンダーロード』は、日本のロックバンド、THE HIGH-LOWSの26枚目のシングル。2005年（平成17年）5月18日発売。発売元はHAPPY SONG RECORDS。

## 解説
- 事実上、THE HIGH-LOWSとしては最後のシングルとなった。
- 通常のアルバムでは収録されず、ベスト・アルバム『FLASH 〜BEST〜』に初めて収録された。
- ジャケットは、イギリスのテレビ番組である『サンダーバード』のオマージュである。

## 収録曲
1. サンダーロード (3:28)
（作詞・作曲：甲本ヒロト）
リクルート｢From A｣CMソング。
2. カラスとオレがジャジャジャジャーン (3:25)
（作詞・作曲：甲本ヒロト）
アルバム未収録。
3. 今、何歩? (3:31)
（作詞・作曲：真島昌利）
アルバム未収録。